# 영서 방언
영서 방언(嶺西方言)은 과거 강원도였던 경기도 가평군을 포함하여, 강원특별자치도 영서 지방(영동 남부인 영월군·정선군·평창군 제외)에서 주로 쓰이는 한국어의 방언(사투리)이다.
강원도는 대관령(大關嶺)을 기준으로 영서 지방(嶺西地方)과 영동 지방으로 나뉘는데, 영서 지방은 백두대간의 높은 산맥 때문에 영동 지방보다 경기 지방과 교류가 활발해 지역에서 쓰는 말이 서로 매우 가까워 경기 방언으로 분류되며, 영동 지방에서 쓰는 영동 방언과는 언어적으로 큰 차이가 있다. 다만, 경기 방언과는 억양이나 사용하는 단어 등에서 차이가 있다.

## 대중 문화
영화 《웰컴 투 동막골》의 흥행 이후, 영서 방언에 대하여 ‘-드래요’라는 사회 통념형(stereotype)이 생겨났으나, 실제로 강원도에서 이러한 말투를 사용하지는 않는다.